# Eppstein
Eppstein település Németországban, Hessen tartományban. Lakosainak száma 13 645 fő (2023. december 31.).

## Népesség
A település népességének változása:
| Lakosok száma | 13 626 | 13 644 | 13 655 | 13 673 | 13 758 | 13 645 |
|               | 2015   | 2017   | 2019   | 2021   | 2022   | 2023   |